# Fars (tỉnh)
Tỉnh Fars Farsistan  (tiếng Ba Tư: استان فارس Ostān-e Fars phát âm / fɑ ː (r) s /), trước đây là Pars, là một trong 30 tỉnh, được gọi là kinh đô văn hóa của Iran. Tỉnh năm ở phía nam của đất nước và trung tâm của tỉnh là Shiraz. Tỉnh có diện tích 122.400 km ². Trong năm 2006, tỉnh này có dân số 4.340.000 người, trong đó 61,2% là cư dân đô thị, dân làng 38,1%, và 0,7% các bộ tộc du mục.
Fars hoặc Parslà quê hương gốc của người Ba Tư. Tên gốc của tiếng Ba Tư là Farsi Fârsi hay Pârsi. Tên Parsia (Ba Tư) bắt nguồn từ tiếng Hy Lạp dưới hình thức Πέρσις Persis của-phần từ gốc. Từ Ba Tư cổ là Parsa.